# Ustawa o własności lokali
Ustawa z 24 czerwca 1994 roku o własności lokali – ustawa określająca zasady ustanawiania odrębnej własności samodzielnych lokali, prawa i obowiązki właścicieli, oraz zarząd nieruchomością wspólną.
Została uchwalona przez sejm II kadencji 24 czerwca 1994, opublikowana 27 lipca 1994 w Dzienniku Ustaw (Dz.U. z 1994 r. nr 85, poz. 388). Weszła w życie 1 stycznia 1995. Nowelizowana m.in. w roku 2000 i ogłoszona pięciokrotnie tekstem jednolitym.

## Cel ustawy
Poniższa definicja ustawowa, zawarta w art. 1 ust. 1 przedmiotowej ustawy, jednoznacznie wskazuje cel przyjęcia tej ustawy: stworzenie podstaw prawnych do kreowania i utrzymania nieruchomości lokalowych. Podstawę do tworzenia takich nieruchomości lokalowych daje przepis art. 46 § 1 kodeksu cywilnego, który mówi, że nieruchomością może być także m.in. część budynku (samodzielny lokal), jeżeli na mocy przepisów szczególnych stanowi odrębny od gruntu przedmiot własności. W tym przypadku takimi przepisami szczególnymi jest niniejsza ustawa o własności lokali. Ustawa stanowi, że samodzielnym lokalem jest wydzielona trwałymi ścianami w obrębie budynku izba lub zespół izb, przeznaczonych na stały pobyt ludzi, które wraz z pomieszczeniami pomocniczymi służą zaspokajaniu ich potrzeb mieszkaniowych. Ponadto, za samodzielne lokale ustawodawca uznał także samodzielne lokale wykorzystywane dla zaspokajania potrzeb innych, niż mieszkaniowe (np. biuro).
Dla oznaczenia tej ustawy, np. w różnych pismach, stosuje się często skrót: uwl.

## Zakres regulacji
Ustawa ta jest podzielona na rozdziały:
- Rozdział 1, Przepisy ogólne – wprowadza niezbędne pojęcia i podstawowe zasady
- Rozdział 2, Ustanowienie własności lokalu
- Rozdział 3, Prawa i obowiązki właścicieli lokali
- Rozdział 4, Zarząd nieruchomością wspólną
- Rozdział 5, Zmiany w przepisach obowiązujących, przepisy przejściowe i końcowe.

## Wspólnota mieszkaniowa
Ustawa o własności lokali kreuje jednostkę organizacyjną nieposiadającą osobowości prawnej, jaką jest wspólnota mieszkaniowa, którą tworzy ogół właścicieli, których lokale wchodzą w skład określonej nieruchomości (art. 6 uwl). Rozróżniane są dwa rodzaje wspólnoty mieszkaniowej (art. 19 uwl):
- tzw. mała wspólnota, 3 lokale lub mniej – do zarządu nieruchomością wspólną stosuje się przepisy o współwłasności zawarte w kodeksie cywilnym i kodeksie postępowania cywilnego
- tzw. duża wspólnota, powyżej 3 lokali – do zarządu nieruchomością wspólną stosuje się ustawę o własności lokali.